# Arthur Lord
Arthur Power Lord (New York, 22 ottobre 1868 – Vichy, 15 gennaio 1960) è stato un golfista statunitense.
Partecipò ai Giochi olimpici del 1900 di Parigi nel torneo golfistico maschile come rappresentante della Francia, dove raggiunse il nono posto.